# Jean de Fauquemont (seigneur de Born)
Jean de Fauquemont ou Jean de Valkenburg (aussi Johann de Valkenburg) (en all. Johann (Jan) von Falkenburg) (Sittard, vers 1281 - Sittard, 3 mars 1356), de la branche secondaire des comtes de Clèves de la maison Fauquemont-Heinsberg, est le comte de Fauquemont, seigneur de Born, Sittard, Herpen et Fauquemont.
Il était le fils de Walram II de Fauquemont († 1302) et de son épouse la comtesse Philippa de Gueldre (ou Philippa von Geldern-Zutphen) († 1302), héritière de Susteren et Geleen, fille du comte Otton II de Gueldre († 1271) et de sa seconde épouse Philippine de Dammartin (ou Philippa de Damarten) ( † 1278/1281). Son frère Reinoud de Fauquemont (ou Reynold I) († 12 juillet 1333) était seigneur de Fauquemont et de Montjoie.

## Mariage et descendance
Jean de Fauquemont s'est marié vers 1324 avec Maria van Kuik-Herpen (vers 1300 - 28 octobre 1328), héritière de Herpen, fille d'Albert II van Kuik, seigneur de Herpen († 1308). Ils ont des enfants :
- Walram de Fauquemont († 3 mai 1378), marié I. 1348/1349 avec Alaidis von Ashperen († 9 mai 1366), II. 9 mai 1366 avec Jeanne de Chatillon († 1409).

Jean se marie en secondes noces le 25 juillet 1334, permission du 12 janvier 1339, à Catherine de Voorne, comtesse de Zélande (†1er septembre 1366), héritière d'Atzquoy (d'Acquoy), veuve de Jean Ier de Heinsberg (ou Johann I van Heinsberg), seigneur de Wassenberg, Sittard et Dalenbrug (vers 1305 - 25 juillet 1334), fille de Gérard de Voorne (ou Gerhard van Voorne), burgrave de Zélande († 1336/1337) et Hailevif van Borselen († 1327/1329) et Alaidis van Kuik (ou Aleidis von Cuyck (Kuyc)). Ils ont probablement deux enfants :
- Philippe de Fauquemont (ou Philippa von Falkenburg) (vers 1335 - †  21 février 1388 ou 1398), héritière de Herpen et Ravestein, mariée au comte Jean II de Salm (ou Johann II von Salm) à Upper Salm († 1386 ou 1400)[4] ;
- Renaud II de Fauquemont (ou Reynold II von Falkenburg) († 17 janvier 1396), épousa en 1393 Elisabeth de Clèves (ou Elizabeth von Kleve) (vers 1378 - vers 2 juillet 1430)[5].

## Sources
- Thomas R. Kraus, Studien zur Frühgeschichte der Grafen von Kleve und der Entstehung der klevischen Landesherrschaft, in: Rheinische Vierteljahrsblätter 46 (1982), S. 1 – 47.
- Janssen, Wilhelm, Die Entwicklung des Territoriums Kleve (Geschichtlicher Atlas der Rheinlande V/11 – 12), Bonn 2007.
- Silvertant, J., Valkenborgh.Geschiedenis en archeologie van de middeleeuwse vesting. Gulpen, 2014.
- Schurgers, H., J. Notten, L. Pluymaekers, Geschiedenis van Valkenburg-Houthem. Valkenburg, 1979.
- Detlev Schwennicke, Europaische Stammtafeln, New Series, Vol. XXVII, Tafel 84.
- Europaische Stammtafeln, by Wilhelm Karl, Prinz zu Isenburg, Vol. VI, Tafels 17 & 22.